# لور (مدل هنری)
لور (به فرانسوی: Laure) مدل هنری در فرانسه بود که به خاطر کار با هنرمند ادوار مانه شناخته شد. او بیشتر بخاطر ژست گرفتن به عنوان خدمتکار سیاه‌پوست با دسته گل کنار سفیدپوست برهنه در نقاشی المپیا در سال ۱۸۶۳ مشهور است.

## مدل‌سازی هنری

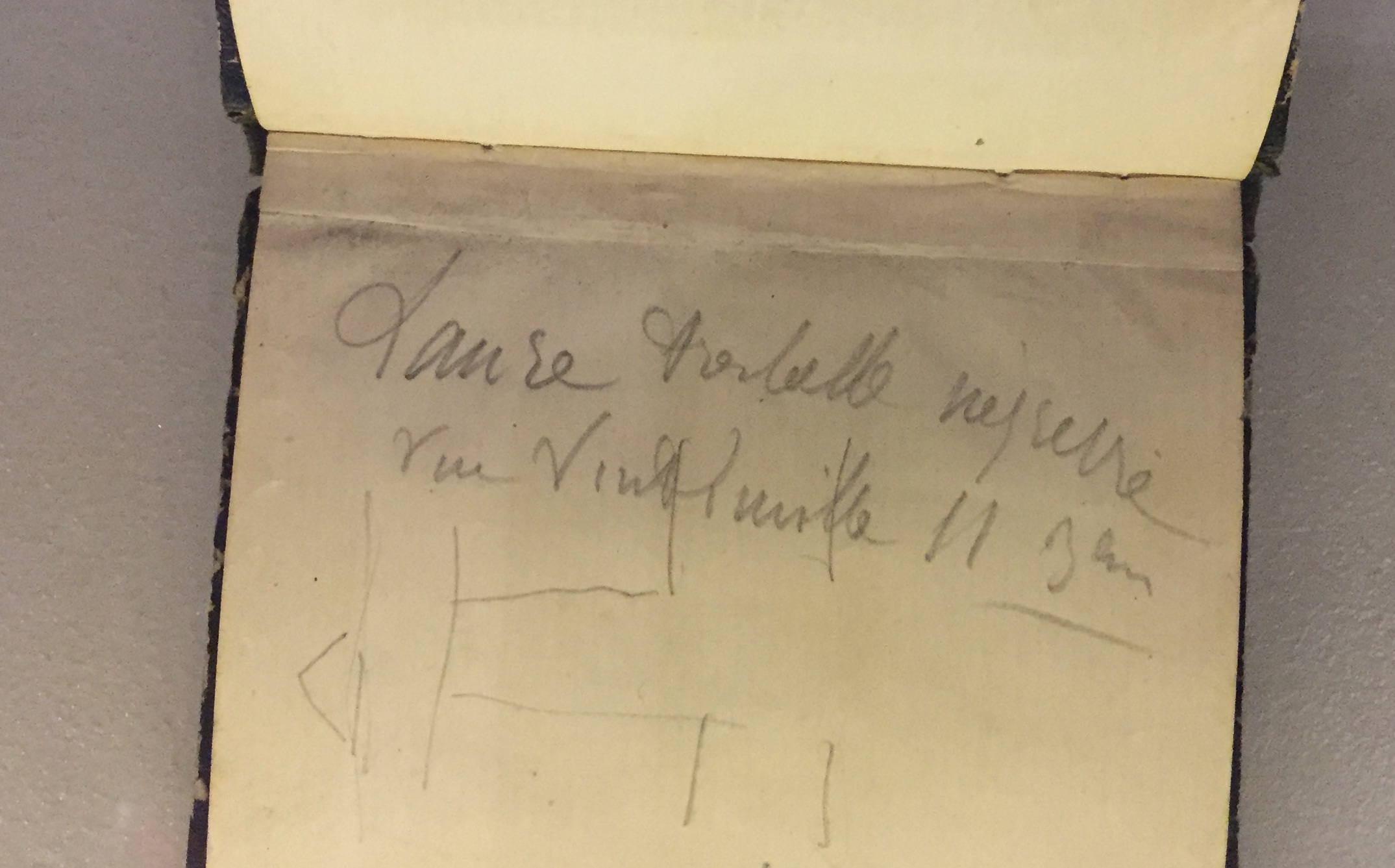
صفحه ای از دفترچه مانه که آدرس لور را نشان می‌دهد.

لور را آفریقایی یا کارائیب توصیف کرده‌اند، نام خانوادگی وی ناشناخته است. گریسلدا پولاک، مورخ هنر، پیشنهاد داد که وی هنگام کار به عنوان یک پرستار در باغ تویلری در پاریس، با هنرمند ادوار مانه آشنا شود. دفترچه مانه که در نمایشگاه Le Modèle noir, de Géricault à Matisse در موزه اورسی پاریس در سال ۲۰۱۹ گنجانده شده بود، آدرس وی را در ۱۱، خیابان ونتیمیل در پاریس ثبت کرد.
Laure très belle négresse 11 rue de Vintimille 3e— Édouard Manet، artist's notebook
لور همچنین در نقاشی بچه‌ها در باغ تویلری (۶۲–۱۸۶۱) ظاهر شداو در هر دو نقاشی المپیا و کودکان در باغ تویلری لباس یکسان، لباس صورتی رنگ با یقه سفید بلند و سربند درشت باف نخی را پوشیده‌است. مشخص نیست که آیا او در آن دوره توسط هنرمندان دیگر نقاشی شده‌است.

### تصاویر معاصر
تابلوی لور (پرتره یک سیاه‌پوست) در سال ۲۰۱۸ توسط الیزابت کلمبا، لور را در راه استودیوی مانه به تصویر می‌کشد. نقاشی کلمبا در نمایشگاه ژست مدرنیته: مدل سیاه از مانه و ماتیس تا امروز، در کنار نقاشی‌های مانه از لور، در گالری هنری Wallach، دانشگاه کلمبیا قرار گرفت

## نگارخانه

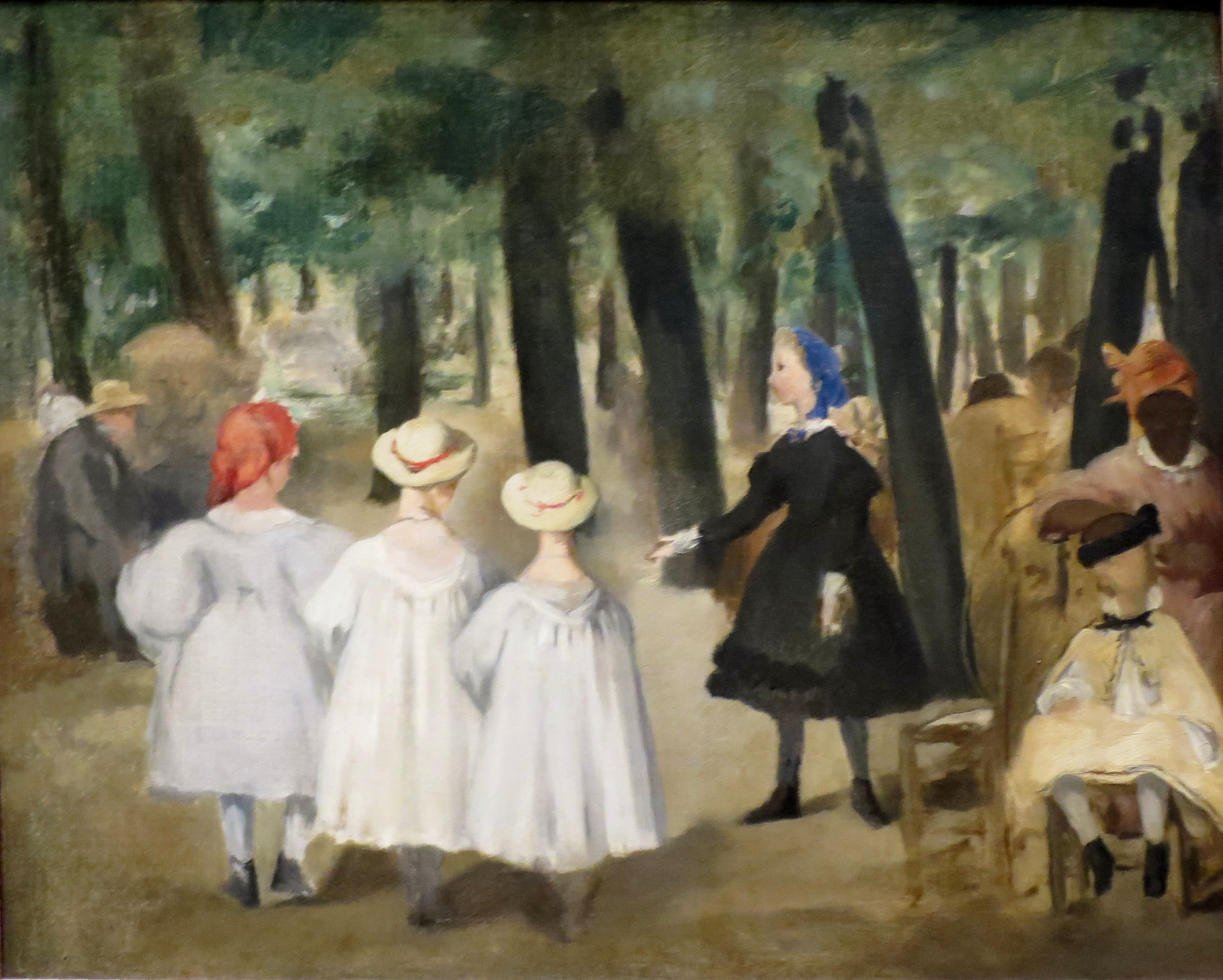
کودکان در باغ تویلری (۱۸۶۲) توسط ادوار مانه
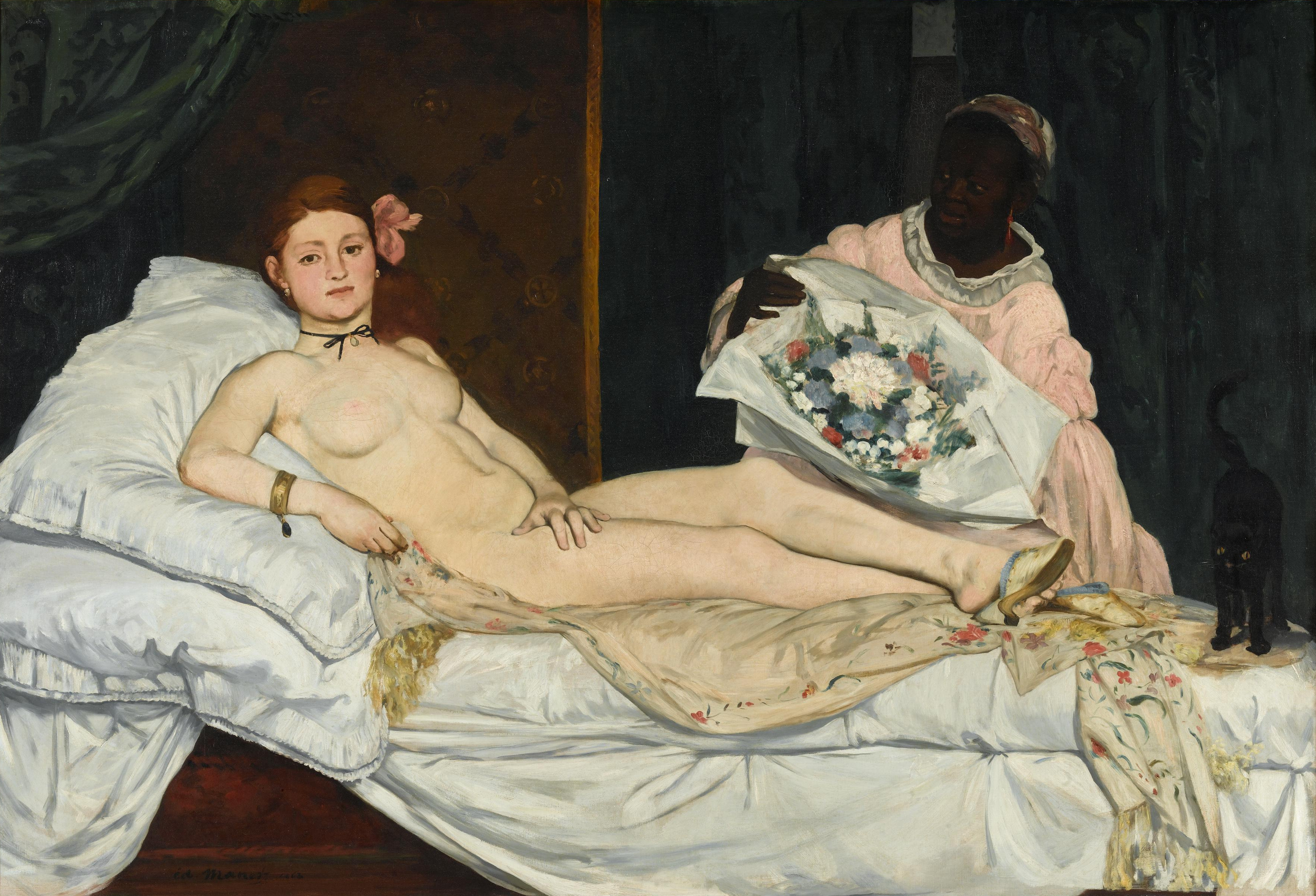
المپیا (۱۸۶۳) توسط ادوار مانه
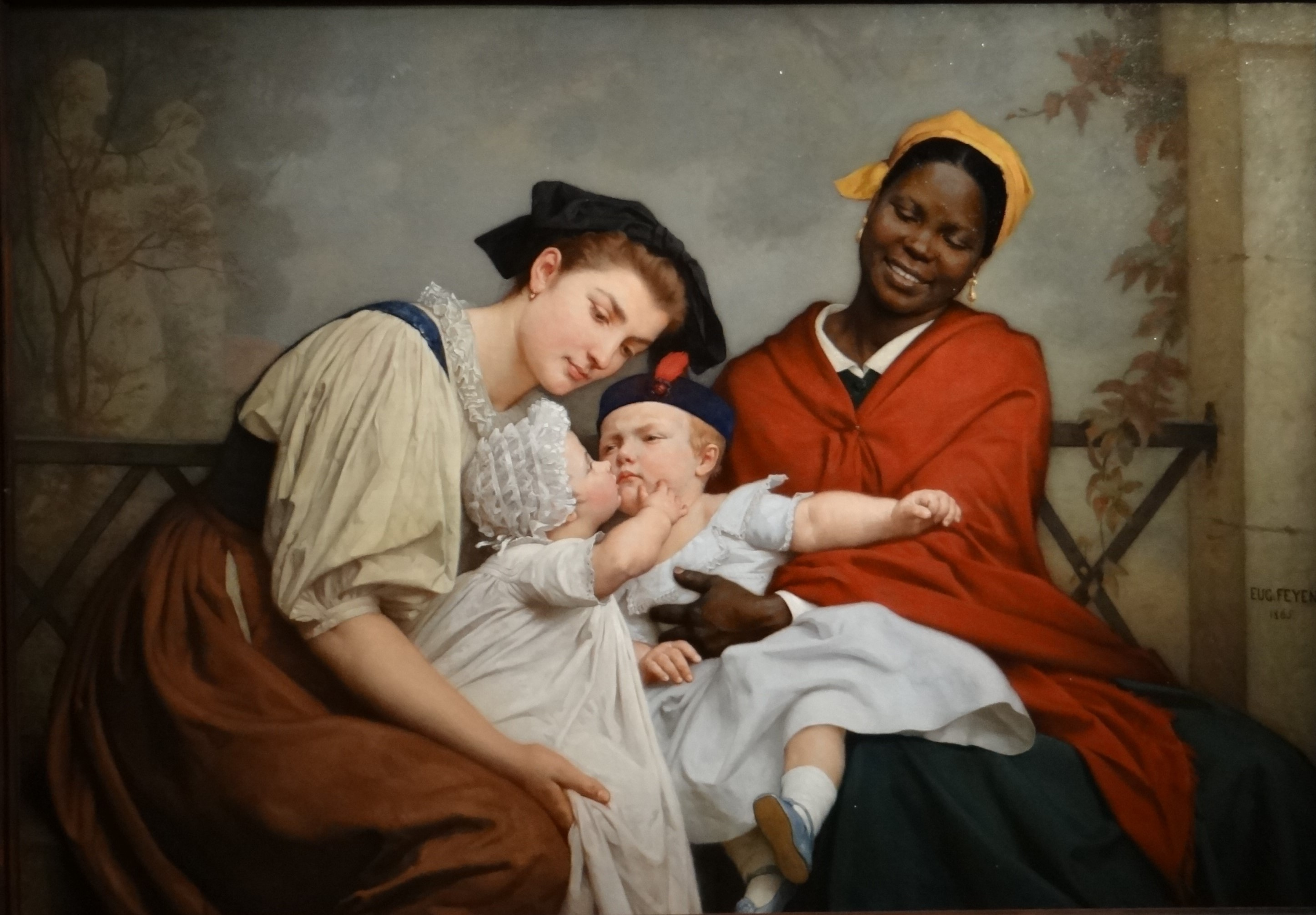
بوسه کودکانه (۱۸۶۵) توسط ژک-اوژن فیین